# Jerzy Marek Nowakowski
Jerzy Marek Nowakowski (ur. 5 lipca 1959 w Radomiu) – polski historyk, dziennikarz, publicysta i polityk, podsekretarz stanu w KPRM (1997–2001), ambasador RP na Łotwie (2010–2014) i w Armenii (2014–2017).

## Życiorys
Ukończył studia na Wydziale Filozoficzno-Historycznym Uniwersytetu Jagiellońskiego, studiował również na Wydziale Dziennikarstwa i Nauk Politycznych Uniwersytetu Warszawskiego. Uzyskał stopień doktora w zakresie historii.
Od 1984 pracował jako kierownik działu, a następnie zastępca redaktora naczelnego w „Tygodniku Polskim”. W latach 80. współpracował z „Solidarnością”, od 1988 był jej łącznikiem ze środowiskami opozycyjnymi na Litwie. W latach 1989–1993 kierował Ośrodkiem Studiów Międzynarodowych Senatu RP. W 1991 był doradcą w Kancelarii Prezydenta RP ds. polityki wschodniej. Od 1993 pracował w Polskim Radiu jako dyrektor i redaktor naczelny Programu V PR dla zagranicy. Prowadził program Racja stanu w TVP. Od października 1997 do maja 2001 był podsekretarzem stanu w Kancelarii Prezesa Rady Ministrów oraz głównym doradcą premiera Jerzego Buzka do spraw międzynarodowych. W latach 1996–2000 był wykładowcą w Studium Europy Wschodniej UW.
W latach 2001–2002 był wiceprezesem Centrum Stosunków Międzynarodowych. Od 2002 pełnił funkcje zastępcy redaktora naczelnego oraz kierownika działu zagranicznego w tygodniku „Wprost”. W 2007 objął stanowisko prezesa Fundacji Pomoc Polakom na Wschodzie, a także został dyrektorem Centrum Wschodniego Wyższej Szkoły Zarządzania w Warszawie.
22 grudnia 2009 mianowany ambasadorem RP w Republice Łotewskiej. W marcu 2010 przystąpił do wykonywania obowiązków dyplomatycznych. Odwołany z dniem 30 listopada 2014. 4 listopada tegoż roku otrzymał nominację na ambasadora RP w Armenii. Zakończył pełnienie tej funkcji w lipcu 2017. W 2017 zaczął pracować jako ekspert w Warsaw Enterprise Institute, a w 2018 jako wykładowca w Studium Europy Wschodniej UW. W 2020 został prezesem Stowarzyszenia Euro-Atlantyckiego.
Jest autorem publikacji dotyczących państw byłego ZSRR, polityki międzynarodowej i polskiej polityki zagranicznej (w tym polityki wschodniej). Publikował m.in. w tygodniku „Newsweek Polska” oraz w „Przewodniku Katolickim”.
W latach 90. działał w Ruchu Stu i Akcji Wyborczej Solidarność, a następnie w Przymierzu Prawicy. Jako jego członek bez powodzenia kandydował do Sejmu RP z listy Prawa i Sprawiedliwości, którego następnie został członkiem. W wyborach samorządowych w 2002 bez powodzenia ubiegał się o mandat radnego sejmiku mazowieckiego jako lider listy PiS w okręgu radomskim. Opuścił PiS w 2007.
Żonaty z reżyserką Jadwigą Nowakowską. Zna biegle języki rosyjski i angielski oraz podstawy języków niemieckiego i francuskiego.

## Odznaczenia
- Krzyż Oficerski Orderu „Za Zasługi dla Litwy” – 2006, Litwa[11]
- Komandor Orderu Trzech Gwiazd – 2012, Łotwa[12]

## Publikacje
- Kronika terroru. Ruchy anarchistyczne w RFN 1969–1980, Łódź 1981, ISBN 83-211-0220-4.
- Walery Sławek (1879–1939). Zarys biografii politycznej, Warszawa 1988, ISBN 83-202-0688-X.
- Ukraina na zakręcie. Drogi i bezdroża pomarańczowej rewolucji, Warszawa 2005 (współautor), ISBN 83-7436-058-5.